# Michelle Manterola
Michelle Manterola (23 de abril de 1980) es una actriz mexicana de cine y televisión que ha desarrollado gran parte de su carrera artística en Colombia. Es hermana de la actriz y cantante Patricia Manterola.

## Carrera
Manterola inició estudios de comunicación social pero pronto abandonó la carrera para formarse como actriz. Realizó talleres de actuación en Estados Unidos y en su país natal México y tuvo su primera oportunidad con un pequeño papel en la serie de televisión mexicana Al filo de la ley. Posteriormente apareció en la telenovela de Telemundo Anita no te rajes y en la película Looking for Palladin.
A finales de la década del 2000 se mudó a Colombia y empezó a trabajar en producciones para televisión en ese país, destacando su participación en las series Tiempo final (2009), El cartel (2010), Los caballeros las prefieren brutas (2010), La hipocondríaca (2013) y El capo (2014).

## Filmografía

### Televisión
- La venganza de Analía[4] (2020) — Isabella Aponte
- Operación pacífico (2020) — René Bernal
- Sitiados (2018)
- Sin senos sí hay paraíso (2017) — Flavia
- La viuda negra 2 (2016) — Jessica
- Anónima (2015-2016) — Martha Suárez
- El capo 3 (2014) — Kyara
- Contra el destino (2013)
- Alias el Mexicano (2013-2014) — Rosario
- La Madame (2013)
- La hipocondríaca (2013)
- Los caballeros las prefieren brutas (2010)
- El cartel 2 (2010) — Agente Lilian Young
- Regreso a la guaca (2009) — Gilma Caicedo
- Tiempo final (2009) — Clara
- ¡Anita, no te rajes! (2004-2005) — Luz 'Lucecita' Moret

## Cine
- Día naranja (2011)
- Looking for Palladin (2008)